# Trung tâm mua sắm Emirates
Trung tâm mua sắm Emirates (tiếng Ả Rập: مول الإمارات) là một trung tâm mua sắm ở Dubai, Các Tiểu vương quốc Ả Rập thống nhất. Được phát triển, xây dựng và sở hữu bởi Majid Al Futtaim Properties, nó được khai trương vào tháng 11 năm 2005 và nằm tại nút giao thứ tư trên đường Sheikh Zayed.
Trung tâm mua sắm hiện có hơn 630 cửa hàng bán lẻ, 7900 chỗ đậu xe, hơn 100 nhà hàng & quán cà phê và 80 cửa hàng sang trọng. Nó có tổng diện tích cho thuê là 255.489 mét vuông. Nó cũng tổ chức các hoạt động giải trí gia đình bao gồm Ski Dubai (khu trượt tuyết trong nhà và công viên tuyết đầu tiên của Trung Đông), Nhà hát Cộng đồng Dubai và Trung tâm Nghệ thuật và Hành tinh kỳ diệu 500 chỗ ngồi, một trong những trung tâm giải trí gia đình lớn nhất ở Dubai.
Vào tháng 11 năm 2005, nó được xem như là Trung tâm mua sắm mới hàng đầu thế giới tại Giải Du lịch Thế giới ở Luân Đôn. Forbes cũng đã công nhận trung tâm mua sắm Emirates là một trong năm trung tâm mua sắm hàng đầu ở Dubai.

## Xây dựng
Dự án được khởi công vào tháng 10 năm 2003 với chi phí ước tính 800 triệu AED (218 triệu USD) và dự kiến hoàn thành vào tháng 9 năm 2005. Kiến trúc trong khu phức hợp ba tầng kết hợp các yếu tố Ả Rập và Địa Trung Hải, với mỗi tầng kết nối với bãi đỗ xe.
Trung tâm mua sắm được thiết kế bởi công ty kiến trúc Mỹ F+A Architects. Hợp đồng xây dựng chính đã được xử lý bởi Khansaheb, trong khi hợp đồng Ski Dubai đã được trao cho Pomagalski. Ghế thang máy trong công viên tuyết và các công trình kết cấu thép đã được xử lý bởi Hệ thống xây dựng Các Tiểu vương quốc và cọc bởi công ty Bauer.
Trung tâm mua sắm mở cửa cho doanh nghiệp vào ngày 28 tháng 9 năm 2005 với lễ khánh thành chính thức vào tháng 11.

## Cột mốc
- Tháng 9 năm 2005 - Trung tâm mua sắm Emirates mở cửa.[9]
- Tháng 11 năm 2005 - Khai trương Ski Dubai, khu trượt tuyết trong nhà và công viên tuyết đầu tiên của Trung Đông.[3]
- Tháng 4 năm 2006 - Kempinski mở khách sạn tại trung tâm mua sắm.[10]
- Tháng 9 năm 2008 - Trung tâm mua sắm công bố mở rộng để tăng cơ sở mua sắm, ăn uống và bãi đậu xe.[11]
- Tháng 9 năm 2009 - Hoàn thành tuyến tàu điện ngầm đến trung tâm mua sắm từ tuyến Red Line của tàu điện ngầm Dubai.[12]
- Tháng 8 năm 2010 - Ra mắt Mái vòm Thời trang.[13]
- Năm 2012 - Xếp hạng trung tâm mua sắm hiệu quả thứ 7 trên thế giới, với doanh thu 14.230 USD mỗi 1 mét vuông mỗi năm, theo nghiên cứu của Hội đồng quốc tế về Trung tâm mua sắm (ICSC).[14]
- Tháng 6 năm 2013 - Trung tâm mua sắm Emirates công bố Evolution 2015, một dự án tái phát triển trị giá 1 tỷ AED.[15]
- Tháng 5 năm 2014 - Trung tâm mua sắm Emirates thay đổi logo.
- Tháng 9 năm 2015 - Trung tâm mua sắm Emirates mở rộng thêm tại tầng 2.[16]

## Mua sắm
Các cửa hàng tại trung tâm mua sắm bao gồm siêu thị Carrefour, Centrepoint, Debenhams, Harvey Nichols, Home Centre, Jashanmal và Marks & Spencer. Có các cửa hàng cho sách, văn phòng phẩm, đồ chơi, quà tặng, thời trang, nghệ thuật, phụ kiện, đồ điện tử, đồ trang sức, đồng hồ, đồ nội thất, mỹ phẩm, nước hoa và dịch vụ tài chính.

## Giải trí
Trung tâm mua sắm cũng tổ chức một số dịch vụ giải trí cho gia đình. Các khu vực này bao gồm khu vực giải trí gia đình Magic Planet, rạp chiếu phim VOX 14 màn hình, Ski Dubai, nhà hát và trung tâm Nghệ thuật Cộng đồng Dubai.

## Ski Dubai

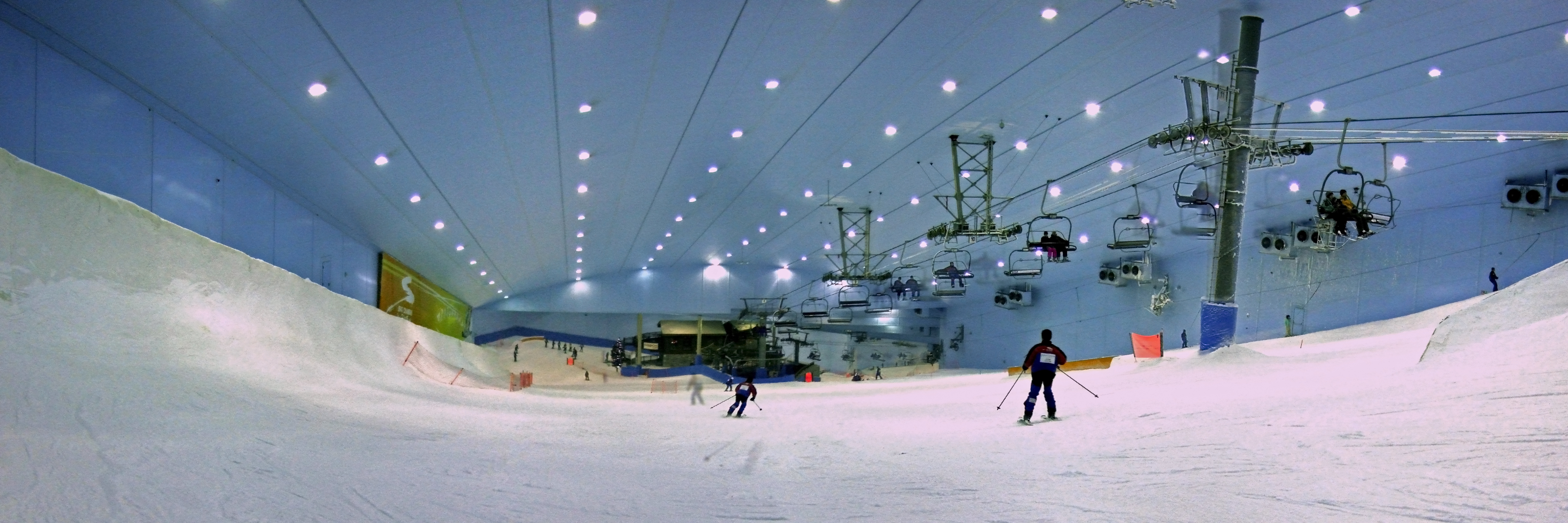
Dốc trượt tuyết ở Ski Dubai

Ski Dubai là khu trượt tuyết lớn trong nhà tại trung tâm mua sắm Emirates, nơi có các lớp học trượt tuyết, khu vui chơi cho trẻ em và quán cafe. Nó được khai trương vào tháng 11 năm 2005 và có công viên tuyết trong nhà lớn nhất thế giới. Nó được điều hành bởi Công ty Tiêu khiển & Giải trí Majid Al Futtaim.

## Nhà hát và Trung tâm Nghệ thuật Cộng đồng Dubai
Nhà hát và Trung tâm Nghệ thuật Cộng đồng Dubai (DUCTAC) là một trung tâm sáng tạo cộng đồng phi lợi nhuận được khai trương vào tháng 11 năm 2006 dưới sự bảo trợ của công chúa Haya bint Hussein. Nó trải rộng trên 7.424 mét vuông trên tầng hai của trung tâm mua sắm Emirates. Có một không gian sân khấu và khu diễn tập hai tầng, cùng với một phòng trưng bày nhà ở, phòng học, trường học âm nhạc, thư viện và phòng trưng bày nghệ thuật hình ảnh kỹ thuật cao.

## Rạp chiếu phim Vox
Rạp chiếu phim VOX có rạp chiếu phim 14 màn hình tại trung tâm mua sắm Emirates, bao gồm 2 màn hình VOX Gold. Rạp chiếu phim VOX được sở hữu và điều hành bởi Rạp chiếu phim Majid Al Futtaim. Nó nằm trong khu vực mở rộng mới tại trung tâm mua sắm Emirates tầng 2 và bao gồm 24 màn hình bao gồm một IMAX với nhà hát Laser, Vox Kids, Rạp chiếu phim 4DX và Nhà hát Rhodes..

## Magic Planet
Magic Planet là một trung tâm giải trí gia đình trong nhà với hai khu giải trí dành cho trẻ em và thanh niên. Nó có một khu bowling với 12 làn, hồ bơi và bàn bida, 180 máy giải trí, và các điểm tham quan khác bao gồm băng chuyền, mô phỏng đua xe, Jumping Star, bóng mềm và xe đụng. Nó cũng bao gồm RoboCoaster và XD Dark Ride, một khu phiêu lưu "7D" với đồ họa phim 3D và hiệu ứng 4D bao gồm chuyển động, gió và ánh sáng.

## Ăn uống
Trung tâm mua sắm này có hơn 100 nhà hàng và quán cà phê, trong đó có 8 nhà hàng trong Mái vòm Thời trang:
- Hai khu thực phẩm quốc tế
- Các nhà hàng bao gồm St. Maxim's, Salmontini, Karam Beirut và Apres và Sezzam ở tầng 1
- Bộ sưu tập các quán ăn theo chủ đề châu Phi của Các Tiểu vương quốc Ả Rập thống nhất tại Mái vòm Thời trang
- Quán cà phê Häagen-Dazs
- 12 khu lựa chọn ăn uống mới trên tầng 2 bao gồm Omina Baharat, 800 Degrees Nepolitana Pizzeria, Dean & Deluca, Kouzina Hy Lạp, Din Tai Fung, Azkadenya, Texas De Brazil & Khu Chung.
- The Cheesecake Factory, nhà hàng Mỹ
- Al Halabi - nhà hàng Liban
- P.F Chang’s - nhà hàng Trung Hoa kiểu Mỹ
- Nhà Trà Miu Thượng Hải và nhà hàng cung cấp một thực đơn bao gồm mảng ẩm thực chiết trung từ Nhật Bản, Trung Quốc, Thái Lan và Indonesia
- YO! Sushi - băng chuyền sushi[29]

## Mở rộng
Dự án tái phát triển nhiều giai đoạn trị giá 1 tỷ AED, Evolution 2015, hoàn thành vào tháng 9 năm 2015. Khu thời trang mới với 30 thương hiệu đương đại đánh dấu sự hoàn thành giai đoạn 1. Giai đoạn 2 đã bổ sung một khu taxi nằm bên cạnh Ski Dubai. Giai đoạn 3, công bố một phần mở rộng bán lẻ mới trên tầng 2 - thêm 36.000 mét vuông diện tích bán lẻ với 40 nhà bán lẻ mới.
- Giai đoạn một của dự án sẽ tăng thêm 5.000 mét vuông diện tích đã hoàn thành nhưng dự kiến mở cửa vào giữa năm 2015 bao gồm các khu mua sắm, ăn uống và giải trí mới. Tuy nhiên, do những hạn chế về vị trí của nó, trung tâm mua sắm sẽ được mở rộng lên trên bằng cách xây dựng một tầng trên Carrefour.[31][32]
- Vào ngày 25 tháng 8 năm 2014, trung tâm mua sắm Emirates đã công bố giai đoạn hai của dự án tái phát triển chiến lược, Evolution 2015 hiện đang được tiến hành. Trong giai đoạn này, trung tâm mua sắm sẽ được mở rộng với tổng diện tích 26.000 mét vuông, bao gồm thêm 1300 không gian mới cho bãi đỗ xe, 12 nhà hàng mới, phòng cầu nguyện mới cho cả nam và nữ và việc di dời rạp chiếu phim VOX hiện có 24 màn hình.[33]

Dự án mở rộng Evolution 2015 đã được chính thức khai trương vào ngày 28 tháng 9 năm 2015, tăng tổng diện tích cho thuê lên 26.000 mét vuông. Vào ngày 30 tháng 9 năm 2015, David Beckham đã đến thăm trung tâm mua sắm để khánh thành cửa hàng Adidas được xây dựng trong phần mới được mở rộng.

## Hình ảnh

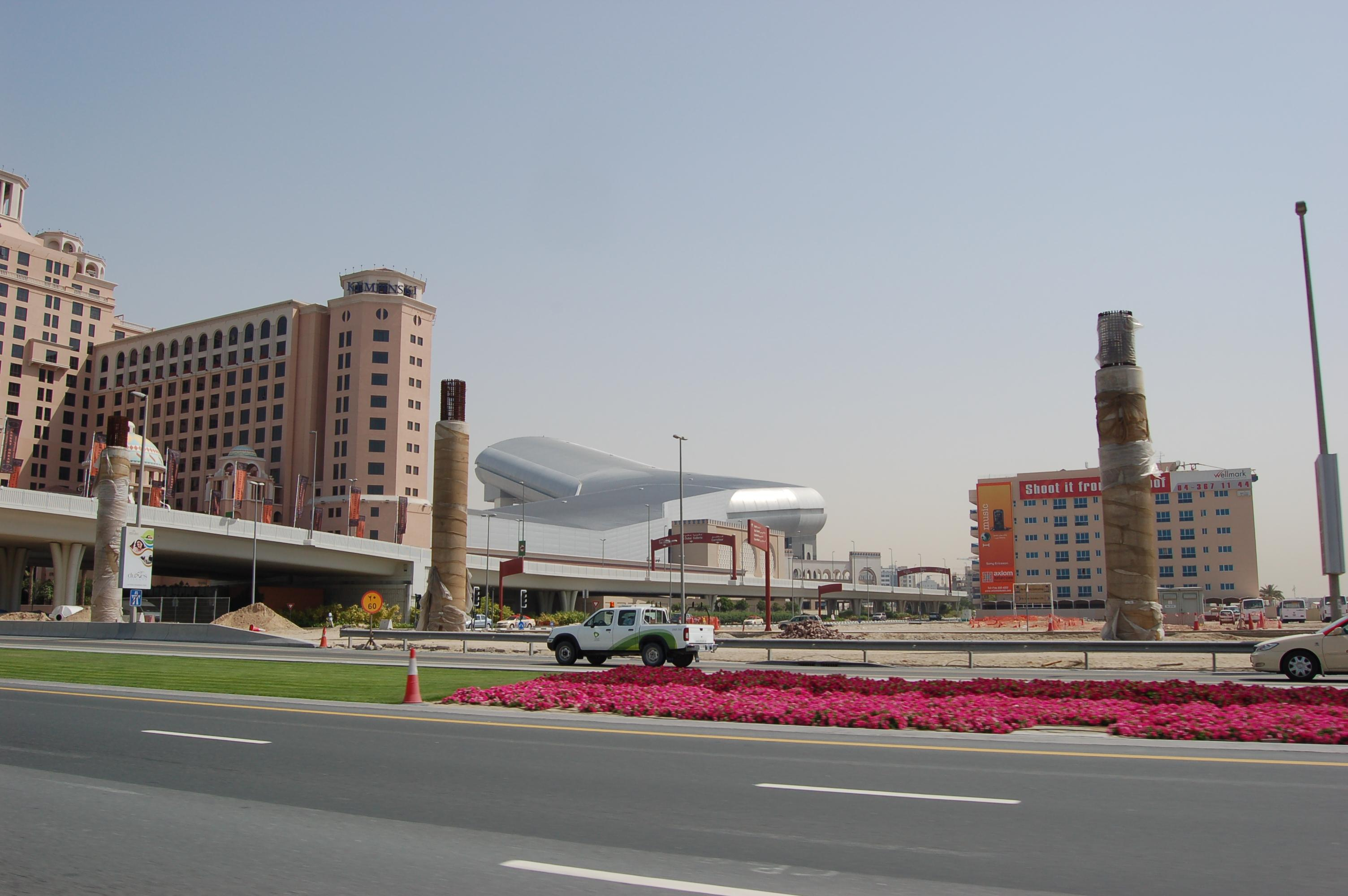
Ski Dubai nhìn từ đường Sheikh Zayed
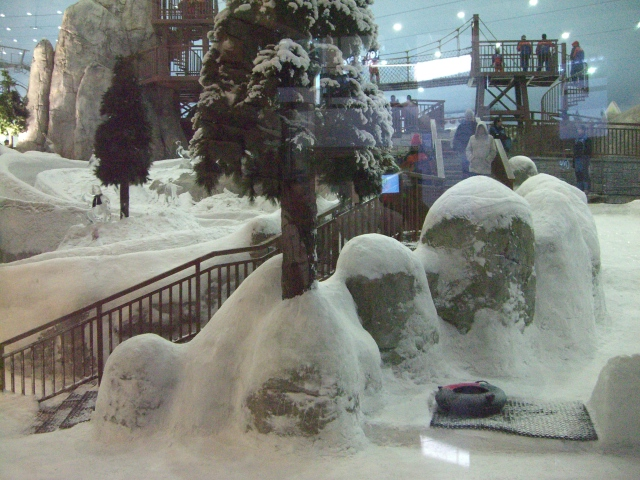
Ski Dubai bên trong trung tâm mua sắm
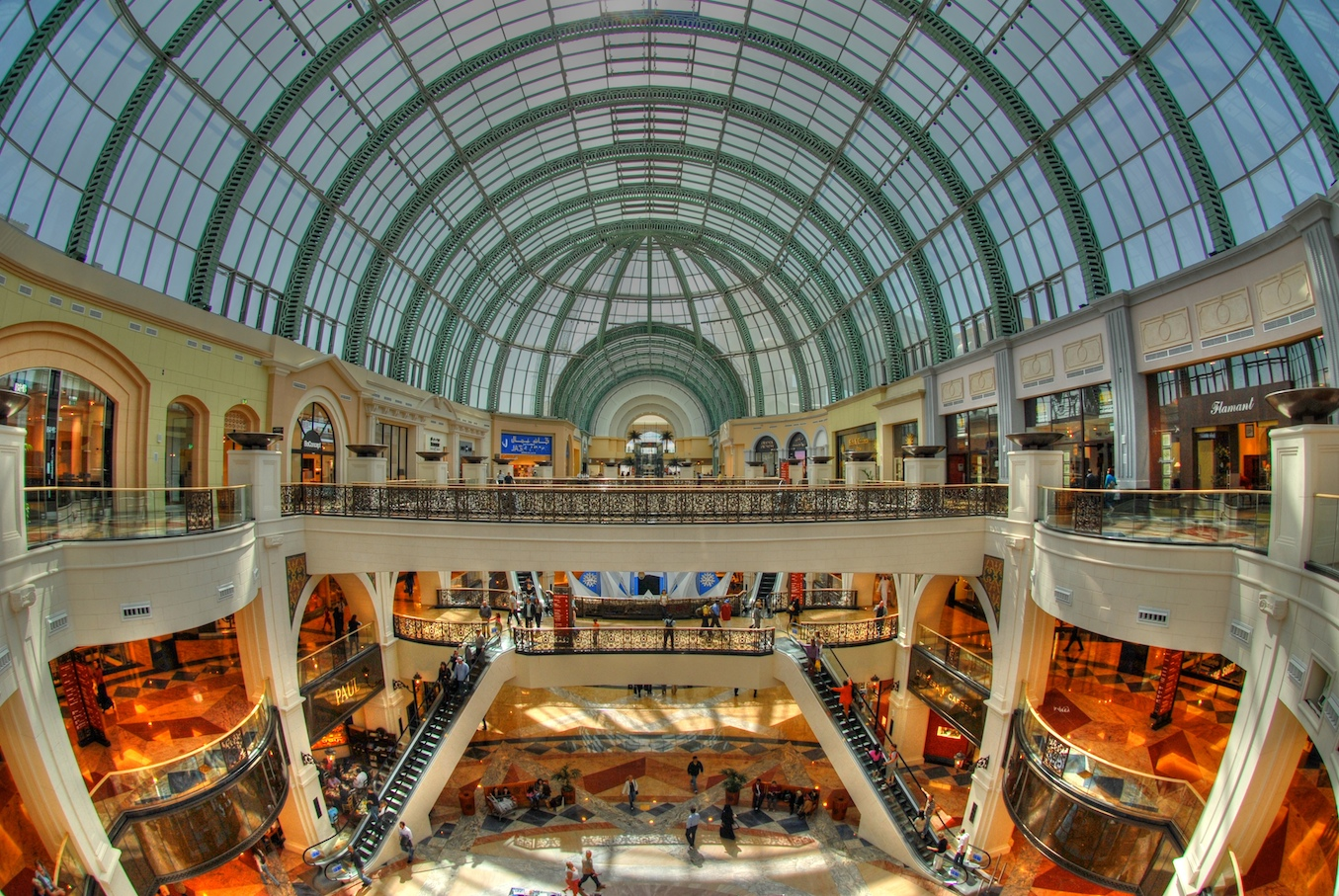
Mái vòm Thời trang trung tâm mua sắm Emirates và các cửa hàng thời trang sang trọng bên dưới